# Sitio de Marsella (1524)
El sitio de Marsella fue llevado a cabo entre agosto y septiembre de 1524 por el ejército imperial bajo Carlos de Borbón (que recientemente había traicionado a Francisco I) y Fernando de Ávalos contra los defensores franceses de Marsella. Aunque Ávalos saqueó fuertemente los alrededores, no tuvo éxito a la hora de apoderarse de la ciudad, y, ante la llegada de refuerzos franceses, abandonó el asedio en septiembre.
- Datos: Q3485951